# Portada/efemèride abril 3
Kurt Weill
« 2 d'abril · 3 d'abril · 4 d'abril »